# Op zoek naar ...
Op zoek naar … is een televisieprogramma van de AVROTROS (voorheen AVRO), waarin de nieuwe hoofdrolspeler van een musical wordt gezocht.
In het eerste seizoen gingen ze op zoek naar Evita, dat gewonnen werd door Brigitte Heitzer. In het tweede seizoen zochten ze naar Joseph uit Joseph and the Amazing Technicolor Dreamcoat. Dit seizoen werd gewonnen door Freek Bartels. In het derde seizoen zochten ze Mary Poppins. Dit werd Noortje Herlaar. In 2010 kwam de Avro met de vierde reeks van het programma ‘Op zoek naar...'. Ditmaal werd er gezocht naar een ster voor de hoofdrol in de musical Zorro en dat werd Tommie Christiaan. Op 26 januari 2021 werd aangekondigd dat 'Op zoek naar...' terugkeerde met een vijfde reeks. Hierbij wordt op zoek gegaan naar Maria, hoofdrolspeelster voor The Sound of Music. Vanwege de coronapandemie die in 2020 uitbrak werd dit seizoen zonder publiek uitgezonden. Op 23 december startte het zesde seizoen waarin voor het eerst naar twee hoofdrolspelers wordt gezocht, Danny en Sandy uit Grease. Dit werd gewonnen door Tristan van der Lingen en Danique Graanoogst.
Het format is afkomstig uit Groot-Brittannië. Daar werd in het eerste seizoen gezocht naar een Maria voor The Sound of Music via How do you solve a problem like Maria. In het tweede seizoen werd er gezocht naar een Joseph voor Joseph and the Amazing Technicolor Dreamcoat in het programma Any Dream Will Do. In het derde seizoen, I'll do Anything, werd gezocht naar een Oliver en een Nancy, voor de musical Oliver!. In het vierde seizoen, Over the Rainbow, werd gezocht naar een Dorothy en een Toto, voor de musical The Wizard of Oz. In het vijfde seizoen, Superstar, werd gezocht naar een Jesus, voor de musical Jesus Christ Superstar.

## Seizoenen
| Seizoen   | Op zoek naar … | Start            | Winnaar(s)                                  | Tweede                             | Derde                           | Andere deelnemers (in volgorde van eliminatie) |
| --------- | -------------- | ---------------- | ------------------------------------------- | ---------------------------------- | ------------------------------- | --- |
| Seizoen 1 | Evita          | 19 augustus 2007 | Brigitte Heitzer                            | Suzan Seegers                      | Marjolein Teepen                | Tineke Blok, Sabina Petra, Sophie Veldhuizen, Babette Holtmann, Wieneke Remmers, Anne Stalman, Marleen van der Loo                                     |
| Seizoen 2 | Joseph         | 30 augustus 2008 | Freek Bartels                               | John Vooijs                        | Roy van Iersel                  | Robbert van den Bergh, Adriaan Kroonenberg, Hein Gerrits, Remko Harms, Baer Jonkers, Amir Vahidi, Mathijs Pater, Robin van den Akker                   |
| Seizoen 3 | Mary Poppins   | 30 november 2009 | Noortje Herlaar                             | Sophie Veldhuizen                  | Rosalie de Jong                 | Eefje Thomassen, Suzanne de Heij, Bente van den Brand, Angenita van der Mee, Simone Breukink, Carmen Danen, Willemijn de Vries, Irene Borst            |
| Seizoen 4 | Zorro          | 31 december 2010 | Tommie Christiaan                           | Roman van der Werff                | Ruud van Overdijk               | Sandor Stürbl, Samuel Hubner Casado, Dennis ten Vergert, Jeroen Dekkers, Kelvin Wormgoor, Marijn Brouwers, Mischa Kiek, Dennis de Groot                |
| Seizoen 5 | Maria          | 21 februari 2021 | Nandi van Beurden                           | Natascha Molly                     | Tessa Sunniva                   | Sylvia Boone, Willemijn Maandag, Sanne den Besten, Renée de Gruijl, Anouk van Laake, Jolijn Henneman, Valerie Curlingford                              |
| Seizoen 6 | Danny & Sandy  | 23 december 2022 | Tristan van der Lingen & Danique Graanoogst | Victor Lammertijn & Magtel de Laat | Paul Morris & Dominique de Bont | Melissa Peters, Jeffrey Zwaan, Wendela van Sprundel, Lya Luca, Dylan Meischke, Davy Reedijk, Jarno Korf, Imahni Tsolakis, Shay Lachman, Aimée de Pater |